# گمینا کولوشکی
گمینا کولوشکی (به لهستانی:  Gmina Koluszki) یک گمینا در لهستان است که در شهرستان ووچ شرقی واقع شده‌است. گمینا کولوشکی ۱۵۷٫۱۸ کیلومتر مربع مساحت و ۲۲٬۹۸۵ نفر جمعیت دارد.